# 프로파일러 (드라마)
《프로파일러》(영어: Profiler)는 1996년부터 2000년까지 NBC에서 방영된 미국의 범죄 드라마 텔레비전 시리즈이다. 범죄자 프로파일러 서맨사 “샘” 워터스 박사(앨리 워커 분)가 속한 가상의 연방 수사국(FBI) 강력 범죄 전담팀 VCTF가 잔혹한 살인 사건들을 해결해 나가는 과정을 그린다.
같은 방송국의 토요일 저녁 시간대 고정 시리즈 《프리텐더 제로드》(1996-2000)와 세계관을 공유하며, 총 3편에서 《프리텐더 제로드》의 주연 마이클 T. 와이스가 등장하는 크로스오버가 이뤄졌다.

## 개요
법심리학자 서맨사 “샘” 워터스 박사는 피해자와 살인자 양측의 관점에서 범행을 시각화하고 살인자의 수법을 통찰하는 방식으로 범죄자 프로파일링을 할 수 있는 특별한 능력이 있다.
샘은 3년 전 자신을 스토킹해온 연쇄 살인범 잭 오브 올 트레이즈가 남편을 살해한 후 죄책감에 젖어 은퇴를 하고 7살 딸 클로이와 친구 에인절의 시골 집에서 지내 왔다. 그러나 연방 수사국(FBI) 요원인 멘토 베일리 멀론이 봉착한 난해한 연쇄 살인 사건의 해결을 돕게 되면서 은둔 생활은 끝을 맺는다. 곧 샘은 베일리가 팀장을 맡았으며 새로 조직된 FBI의 조지아주 애틀랜타 강력 범죄 전담팀 VCTF에 합류한다.

## 출연진
| 배우             | 배역                    | 시즌      | 시즌      | 시즌      | 시즌      |
| 배우             | 배역                    | 1         | 2         | 3         | 4         |
| ---------------- | ----------------------- | --------- | --------- | --------- | --------- |
| 앨리 워커        | 서맨사 “샘” 워터스 박사 | 메인      | 메인      | 메인      | 게스트    |
| 로버트 다비      | 베일리 멀론 요원        | 메인      | 메인      | 메인      | 메인      |
| 줄리언 맥맨      | 존 그랜트 요원          | 메인      | 메인      | 메인      | 메인      |
| 로마 마피아      | 그레이스 앨버레즈 박사  | 메인      | 메인      | 메인      | 메인      |
| 마이클 웨일리    | 네이선 브루베이커 요원  | 메인      | 출연 없음 | 출연 없음 | 출연 없음 |
| 피터 프러솃      | 조지 프레일리           | 메인      | 메인      | 메인      | 메인      |
| 에리카 김플      | 에인절 브라운           | 메인      | 메인      | 게스트    | 게스트    |
| 케이틀린 왁스    | 클로이 워터스           | 메인      | 메인      | 출연 없음 | 출연 없음 |
| 에번 레이철 우드 | 클로이 워터스           | 출연 없음 | 출연 없음 | 리커링    | 리커링    |
| 헤더 매콤        | 프랜시스 멀론           | 리커링    | 메인      | 출연 없음 | 출연 없음 |
| 시크 마무드베이  | 마커스 페이턴 요원      | 출연 없음 | 메인      | 출연 없음 | 출연 없음 |
| 트레이시 로즈    | 샤론 레셔               | 출연 없음 | 메인      | 출연 없음 | 출연 없음 |
| 제이미 루너      | 레이철 버크 요원        | 출연 없음 | 출연 없음 | 출연 없음 | 메인      |

## 우리말 녹음
SBS 성우진
- 정미숙 - 샘 워터스(앨리 워커)
- 신성호 - 베일리(로버트 다비)
- 이종혁 - 존(줄리언 맥맨)
- 이진화 - 그레이스(로마 마피아)
- 황윤걸 - 네이선(마이클 웨일리)
- 정옥주 - 에인절(에리카 김플)
- 이현진 - 클로이(케이틀린 왁스)